# 산얼룩말
산얼룩말(Equus zebra)은 말과 말속에 속하는 얼룩말의 일종이다. 멸종 취약종으로 분류하며, 앙골라 남서부와 나미비아 그리고 남아프리카공화국의 토착종이다. 2종의 아종 케이프산얼룩말(E. z. zebra)과 하트만산얼룩말(E. z. hartmannae)이 있으며, 일부 학자들은 별도의 종으로 간주하기도 한다.

## 같이 보기
- 콰가